# Liste der Mitglieder des Landtages (Freistaat Mecklenburg-Strelitz) (6. Wahlperiode)
Diese Liste gibt einen Überblick über alle Mitglieder des Landtags des Freistaates Mecklenburg-Strelitz in der 6. Wahlperiode (1932 bis 1933).

## B
- Karl Bartosch (SPD)
- Fritz Brack (KPD)
- Heinrich Burmeister (Schönberg) (DNVP)

## D
- Friedrich Drews (SPD)

## E
- Friedrich Everling (DNVP)

## F
- Fritz Foth (SPD)

## G
- Adolf Giese (KPD)
- Hermann Großkopf (DNVP)
- Franz Gundlach (BAM)

## H
- Walter Hamann (NSDAP)
- Hans Holst-Oldenburg (NSDAP)
- Franz Höppner (SPD)

## K
- Ludwig Köhler (NSDAP)
- Robert Köppen (NSDAP)

## L
- Otto Lange (DNVP)
- Walter von Lingelsheim (NSDAP)

## M
- Georg Maaß (DNVP)
- Adolf Middelstädt (SPD)

## O
- Friedrich Otten (DNVP)

## P
- Arnold Püstow (DNVP)

## R
- Ewald Rackow (DNVP)
- Max Rothand (SPD)

## S
- Walter Scheibner (NSDAP)
- Hans Schernau (NSDAP)
- Gustav Freiherr von Schleißnitz (DNVP)
- Wilhelm Schmidt (Herrnburg) (SPD)
- Erich Schüder (DNVP)
- Willi Schultz (KPD)
- Fritz Stichtenoth (NSDAP)

## T
- Hermann Tischer (SPD)
- Wilhelm Törper (SPD)

## V
- Rudolf Vogler (SPD)

## W
- Ernst Werber (NSDAP)
- Georg Wolter (DNVP)

## Z
- Otto Zingelmann (DNVP)